# Eurya amplexicaulis
Eurya amplexicaulis är en tvåhjärtbladig växtart som beskrevs av Spencer Le Marchant Moore. Eurya amplexicaulis ingår i släktet Eurya och familjen Pentaphylacaceae. Inga underarter finns listade i Catalogue of Life.